# 창녕군 (1988년 선거구)
창녕군은 대한민국의 옛 국회의원 선거구이다. 당시 경상남도 창녕군 지역을 관할했다.

## 역사
제13대 국회의원 선거를 앞두고 밀양군·창녕군 선거구에서 분리되면서 신설되었다.
제16대 국회의원 선거를 앞두고 밀양시 선거구와 통합되어 밀양시·창녕군 선거구를 이루게 됨에 따라 폐지되었다.

## 역대 국회의원
| 선거   | 정당 | 정당       | 의원   |
| ------ | ---- | ---------- | ------ |
| 1988년 |      | 민주정의당 | 신재기 |
| 1992년 |      | 민주자유당 | 신재기 |
| 1996년 |      | 신한국당   | 노기태 |

## 역대 선거 결과

### 대한민국 제13대 국회의원 선거
|  | 52.99% |

|  | 23.60% |

|  | 14.51% |

|  | 4.70% |

|  | 4.18% |

### 대한민국 제14대 국회의원 선거
|  | 46.03% |

|  | 36.54% |

|  | 13.97% |

|  | 3.43% |

### 대한민국 제15대 국회의원 선거
|  | 41.02% |

|  | 33.65% |

|  | 13.94% |

|  | 7.30% |

|  | 2.55% |

|  | 1.51% |